# 달성공원역
달성공원역(Dalseong Park Station, 達城公園驛)은 대구광역시 중구 수창동에 위치한 대구 도시철도 3호선의 전철역이다. 2024년 하반기에 개통된 대경선 광역전철에 추후 추가 원대역이 건설되면 환승역이 될 예정이다.

## 특징
대구 도시철도 3호선 역들 중 수성못역, 서문시장역과 함께 방언 안내방송이 송출되던 역이었으나 최근에 삭제되었다.
기점인 칠곡경대병원역과 정확히 12km 떨어져 있는 역이다.

## 역 구조
2면 2선의 상대식 승강장이 있는 지상역이며, 역사 외부에서 승강장으로 직결이 가능한 엘리베이터가 설치되어 있다. 승강장에 난간형 스크린도어가 설치되어 있다.
이 역과 북구청역 사이의 달성네거리 상단에 분기기가 설치되어 있다.

### 승강장
| 북구청 ↑   |
| \| 상      |
| ↓ 서문시장 |

| 상행 | ● 대구 도시철도 3호선 | 북구청 · 팔달시장 · 칠곡경대병원 방면 |
| 하행 | ● 대구 도시철도 3호선 | 서문시장 · 어린이세상 · 용지 방면     |

- 대합실을 지나면 반대쪽 승강장으로 횡단 할 수 있다.

## 역사
- 2013년 10월 2일 : 달성공원역으로 역명 결정
- 2015년 4월 23일 : 대구 도시철도 3호선 개통과 함께 영업 개시
- 2023년 6월 1일: 2·3번 출입구 개통[1]

## 역 주변
| 나가는 곳 | 방면                                                |
| --------- | --------------------------------------------------- |
| 1         | 중구보건소                                          |
| 2         | 달성파크푸르지오힐스테이트아파트 헌혈의집태평로센터 |
| 3         | 성내3동행정복지센터 달성공원                        |
| 4         | 대구수창초등학교 IM뱅크 북성로지점                  |

## 승차량 변동
| 노선  | 승차 인원 | 승차 인원 | 승차 인원 | 승차 인원 | 승차 인원 | 주석  |
| 노선  | 2015년    | 2016년    | 2017년    | 2018년    | 2019년    | 주석  |
| ----- | --------- | --------- | --------- | --------- | --------- | ----- |
| 3호선 | 1,349     | 1,435     |           |           | -         | [ 2 ] |

## 사진

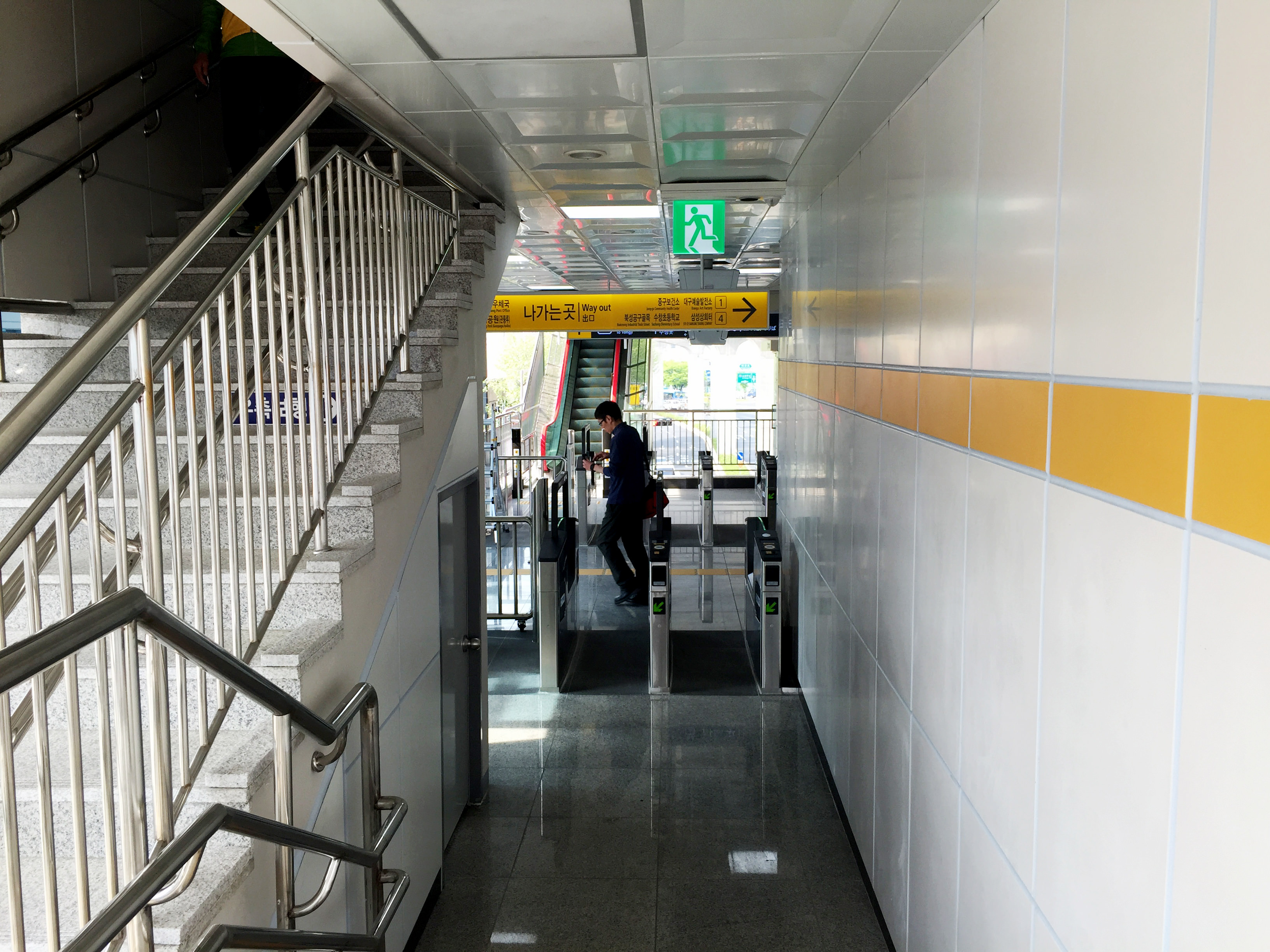
개찰구

## 인접한 역
| 대구 도시철도 3호선          | 대구 도시철도 3호선   | 대구 도시철도 3호선    |
| ---------------------------- | --------------------- | ---------------------- |
| 326 북구청 칠곡경대병원 방면 | ● 대구 도시철도 3호선 | 328 서문시장 용지 방면 |